# Musée de l'université de Tartu
Le Musée de l'université de Tartu (estonien : Tartu Ülikooli muuseum) est un musée réparti sur plusieurs sites à Tartu en Estonie dans lesquels sont collectés, conservés et exposés les collections de l'Université de Tartu.

## Création du musée
Au début des années 1960, le Dr. Tullio Ilomets, maître de conférence en chimie organique à l'Université de Tartu, commence à sélectionner et à rassembler des objets scientifiques anciens à partir des collections de l'université. À l'origine, ces instruments, équipements de laboratoire ou ce matériel pédagogique sont entreposés sous les combles du bâtiment principal de l'Université de Tartu. Cependant, un incendie en 1965 endommagea grandement la collection et le travail de sélection et de rassemblement est interrompu.
En 1976, le recteur Arnold Koop décide de l'ouverture d'un musée de l'université destiné à retracer l'histoire de son institution de sa fondation, en 1632, à 1918.
En 1979, quatre pièces situées au rez-de-chaussée de l'Université de Tartu sont alloués au musée. En 1981, le musée est installé sous le nom de Musée d'Histoire de l'Université de Tartu dans la Cathédrale de Tartu à la place de la Bibliothèque de l'Université de Tartu qui est déplacée dans ses nouveaux locaux qu'elles occupent encore aujourd'hui.
Depuis 2014, le musée est renommé Musée de l'Université de Tartu et inclut l'ancien observatoire de l'Université de Tartu et le Musée d'art de l'Université de Tartu.

## Sites
Le Musée de l'Université de Tartu se déploie principalement sur trois sites :
- Cathédrale de Tartu
- Ancien observatoire de l'Université de Tartu
- Musée d'art de l'Université de Tartu

### Cathédrale de Tartu
Ce bâtiment, construit à l'issue des croisades baltes, abrité l'une des plus importantes cathédrales d'Europe du Nord et le siège de l'évêché de Dorpat, une principauté épiscopale semi-indépendante de Livonie.

Dans les années 1520, la Réforme atteint Tartu. Le 10 janvier 1525, la cathédrale fut sévèrement endommagée par les Protestants partisans de l'iconoclasme. Après la déportation en Russie du dernier évêque romain catholique de Dorpat, Herman Wesel, en 1558, le lieu de culte fut abandonné.

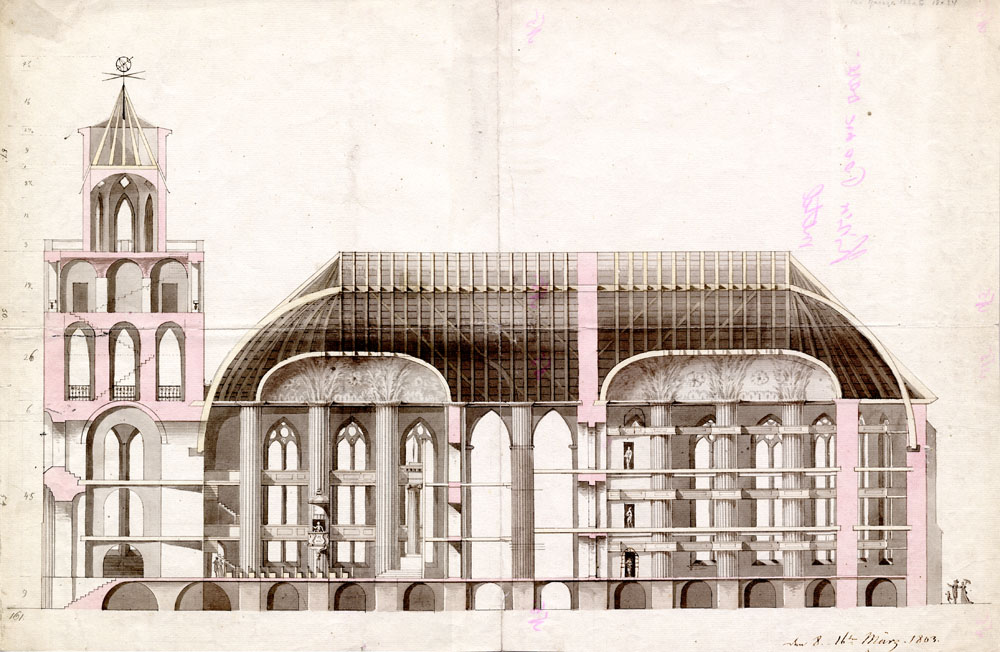
Projet de rénovation de la cathédrale initial par Johann Wilhelm Krause

Au XVIe siècle, durant la guerre de Livonie, les troupes russes dévastèrent la ville. Lorsque les Polonais conquirent Tartu en 1582, un projet de rénovation de la cathédrale fut envisagé mais ne fut jamais mis en place en raison de la guerre polono-suédoise. Un incendie finit de ravager l'édifice en 1624.
Avec la réouverture de l'université de Tartu en 1802 par le tsar Alexandre Ier de Russie, l'architecte Germano-Balte Johann Krause fut chargé de construire dans les ruines de la cathédrale la bibliothèque universitaire.
Dans les années 1960, les locaux de l'université dans la cathédrale sont agrandis.
Les collections du Musée d'Histoire de l'Université de Tartu rejoignent le bâtiment en 1981 après le départ de la bibliothèque de l'université vers ses bâtiments actuels et partagent les lieux avec le département d'histoire de la Faculté de Philosophie et avec les compilateurs de la « Collection Scandinave » de l'université.
Entre 1985 et 1988, d'importants travaux de rénovation sont entrepris par la société polonaise Budimex.
L'ensemble muséal de la Cathédrale de Tartu a reçu le label du patrimoine européen en 2016.
L'accès aux tours a été ouvert au public.

#### Tombe de Stéphane de Velde
Stéphane de Veld (mort en 1428 ou 1438) était un vicaire de l'Évêché de Dorpat. La pierre tombale, d'une dimension de 2,07m par 1,36m avec une partie manquante dans le coin supérieur gauche, montre un homme portant des habits liturgiques et tenant un livre dans sa main gauche.

#### Salons blancs

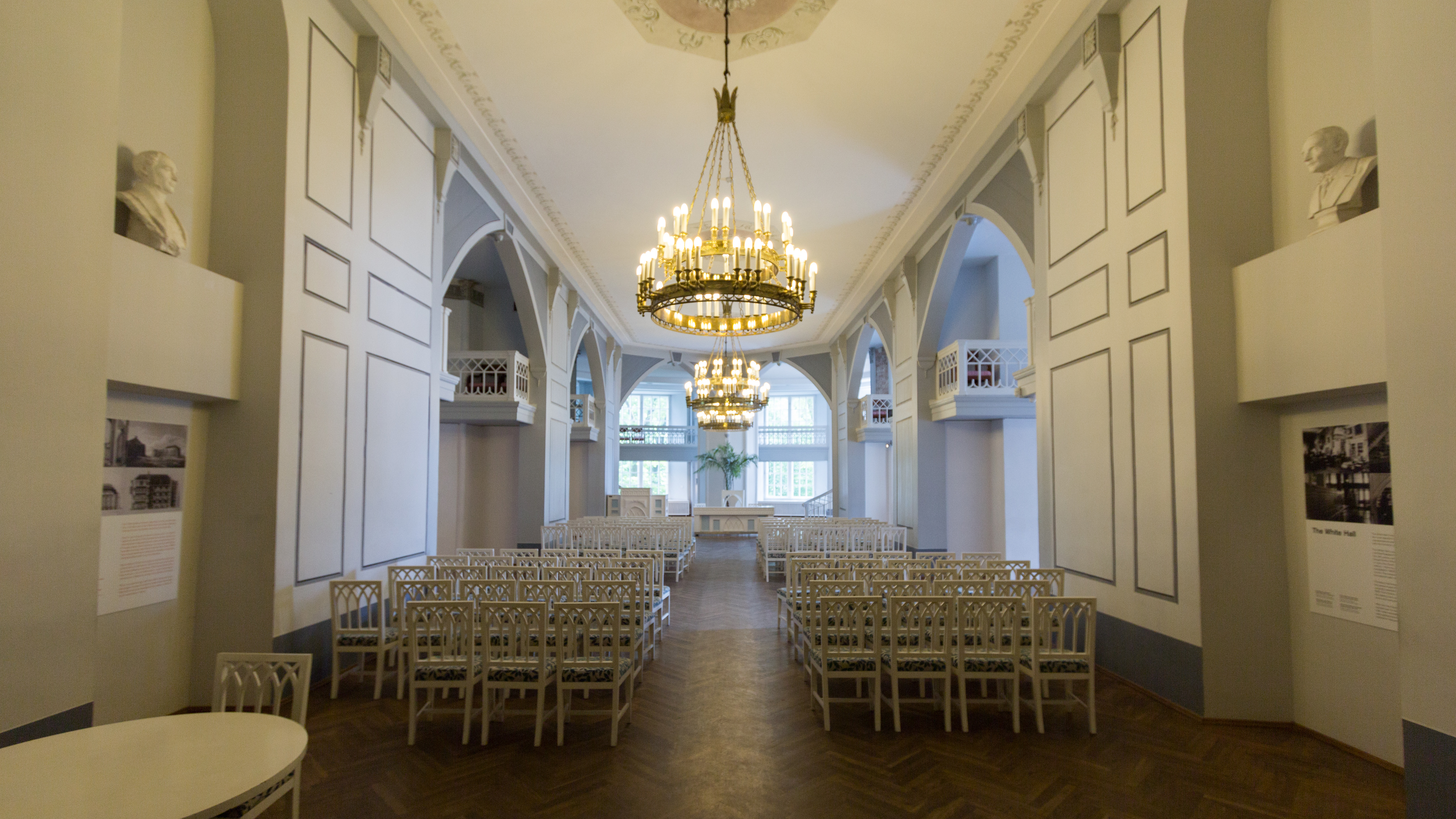
Le Salon blanc du musée

L'ancienne bibliothèque universitaire s'étendait sur trois étages et chaque étage comportait un salon pour la circulation et l'échange.
Jusqu'à l'inauguration du Bâtiment principal de l'Université de Tartu, le rez-de-chaussée servait de foyer à l'institution.
Les Salons blancs, occupant le troisième étage, forment l'un des lieux les plus prestigieux de Tartu et c'est un espace populaire pour la tenue de conférences, de réceptions, de concerts, de mariage et d'événements municipaux ou universitaires.
Il fait partie des aménagements de Johann Krause et servait de salle de classe dans l'ancienne cathédrale.
Depuis le départ de la bibliothèque en 1981, le salon abrite une exposition consacrée à l'histoire de l'Université de Tartu.
Les rénovations entreprises dans les années 1980 ont permis de mettre au jour des éléments gothiques de l'ancienne cathédrale.

#### Salons Morgenstern

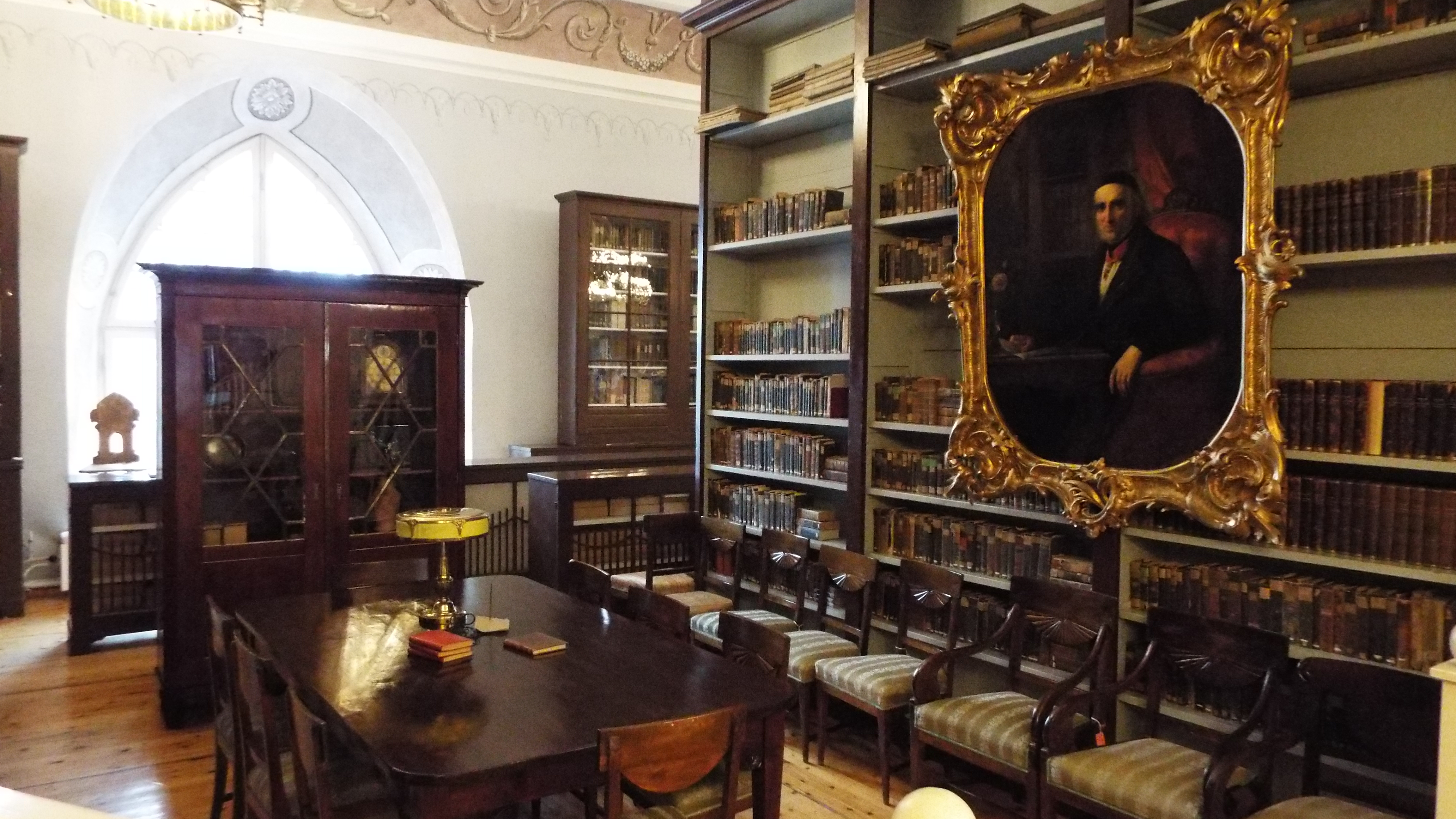
Les Salons Morgenstern

Les Salons Morgenstern, qui ont fait l'objet d'une rénovation complète en 2019, sont consacrés aux collections historiques datant de la période tsariste de l'Université de Tartu.
Ils tirent leur nom de leur bienfaiteur, Johann Karl Simon Morgenstern, qui fit don de l'ensemble de sa bibliothèque à l'université.
Ils abritent de nombreux documents, notamment des minutes et des documents issus des fraternités et des sociétés qui ont contribué à la vie de Tartu et de l'université.
Cette collection permet une approche inédite de l'histoire de la vie étudiante et de celle des organisations étudiantes de la ville mais aussi des élites germano-balte, estonienne et lettonne de l'Empire russe.
Ils regroupent également plusieurs maquettes de l'architecte de l'université Johann Krause et plusieurs tableaux et statues ainsi que des instruments de mesure ayant appartenu au célèbre physicien Georges Frédéric Parrot, premier recteur de l'université de Tartu après sa réouverture.
Des intérieurs d'époque sont ouverts au public dans l'aile nord et permettent aux visiteurs de se plonger dans les conditions de travail des étudiants et des professeurs du temps de l'Empire russe.

### Ancien observatoire de l'Université

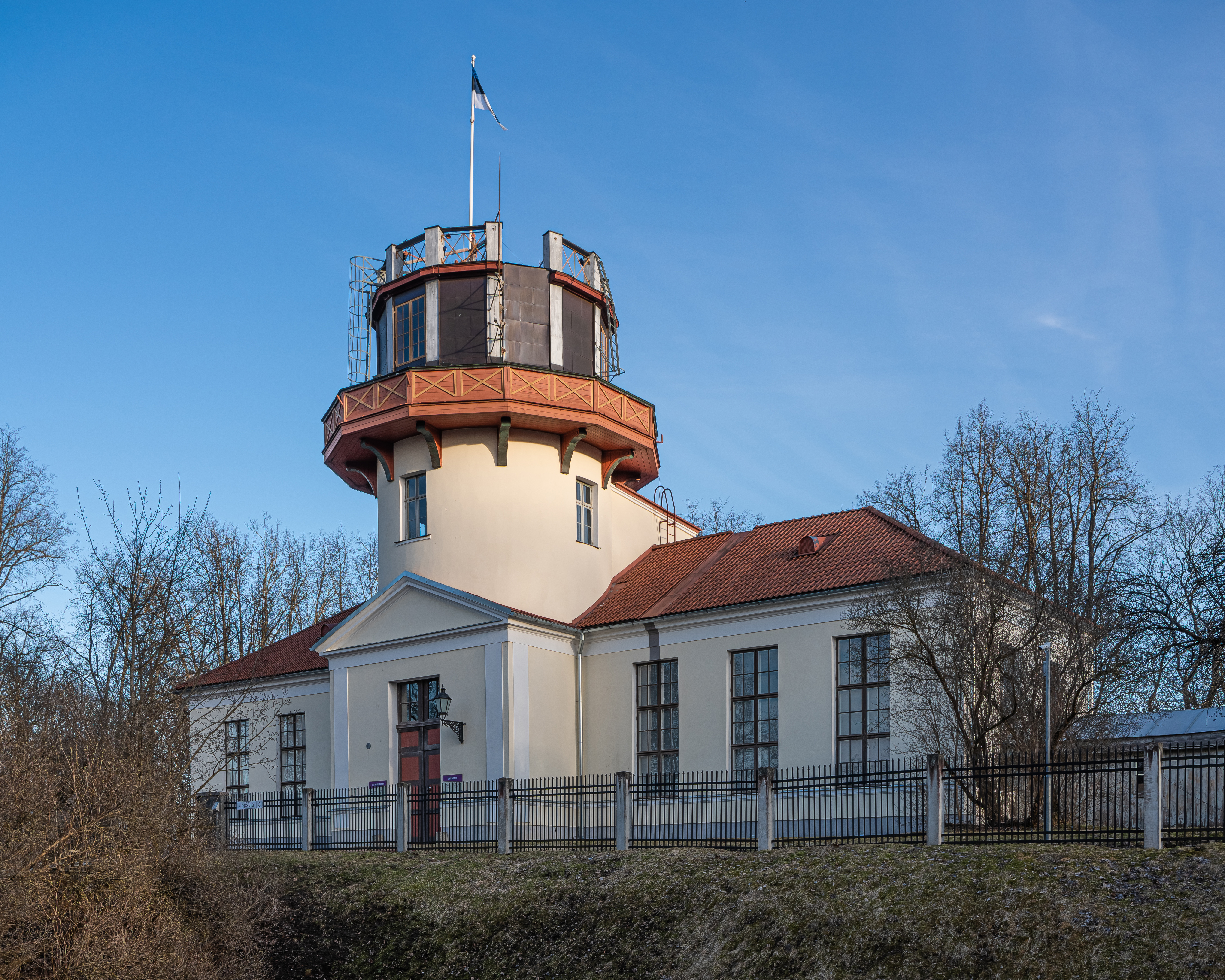
L'ancien observatoire de l'université

Rattaché en 1946 à l'Académie estonienne des sciences et fermé en 1964 après l'ouverture du nouvel observatoire de Tartu, le bâtiment a été restitué en 1996 à l'Université de Tartu.
L'observatoire de Tartu avait été créé à l'Université de Tartu après qu'elle a rouvert en 1802. Le bâtiment de l'ancien observatoire a ensuite été terminé en 1810 sur la colline de Toome à Tartu. Les instruments ont été installés en 1814 par Friedrich Georg Wilhelm von Struve qui commença les observations. En 1824 une lunette de 9 pouces, construite par Joseph von Fraunhofer, est mise en place, ce qui constitue à l'époque la plus grande lunette achromatique au monde.
Quand Struve commence à constituer l'arc géodésique de Struve en 1816, l'observatoire en devient le premier point.
Inscrit sur la Liste du patrimoine mondial de l'UNESCO,, l'observatoire est connu internationalement pour avoir accueilli Friedrich Georg Wilhelm von Struve et pour l'arc géodésique de Struve dont il est le premier point,.
Le site comporte un planétarium ouvert au public et des visites guidées sont proposées pour retracer les travaux et les découvertes les plus importantes des astronomes de Tartu et pour découvrir les télescopes et autres instruments d'astronomie qu'ils utilisaient dans l'observatoire.

### Musée d'art de l'Université de Tartu

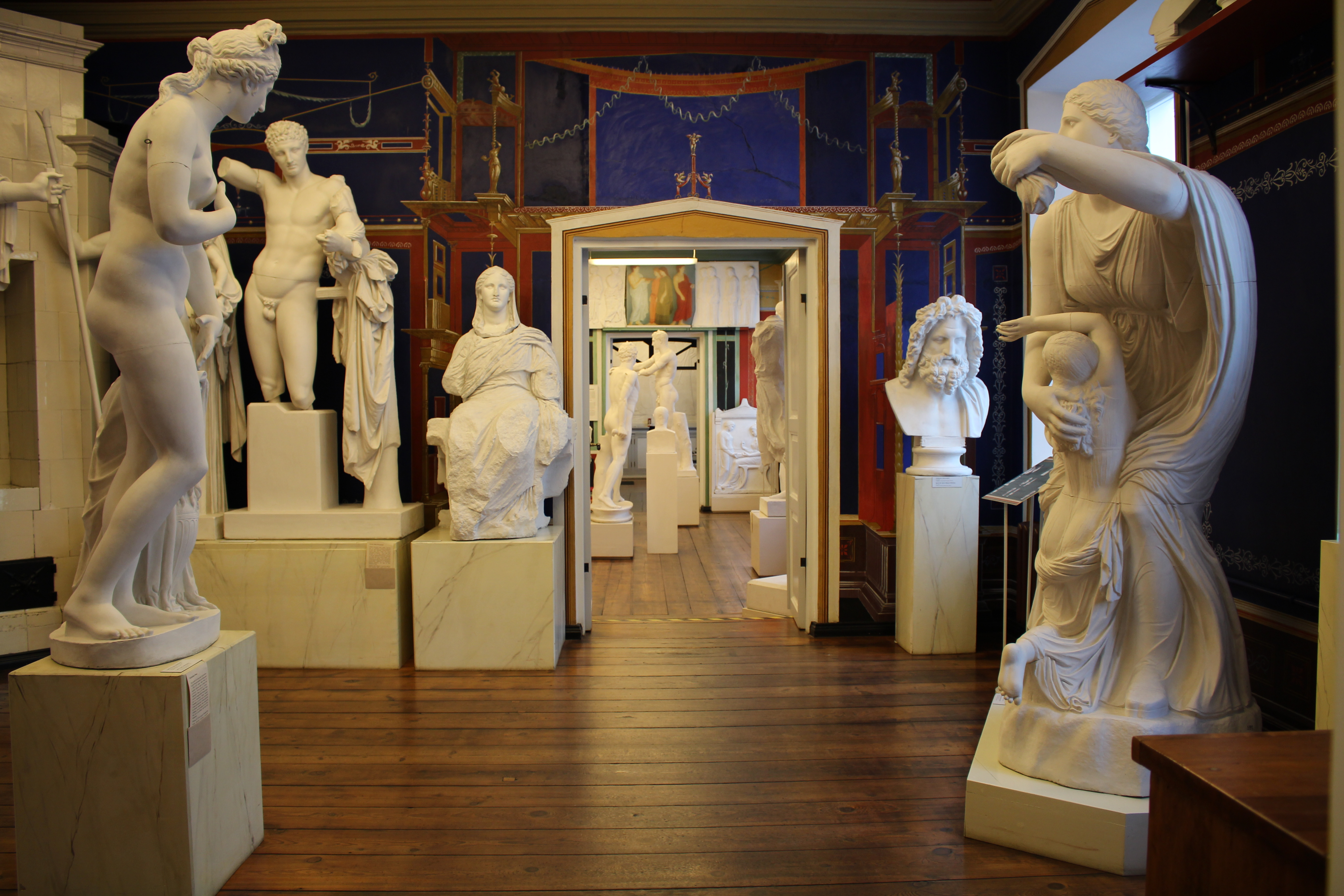
La salle bleue du Musée d'art de l'université

Le Musée d'art de l'Université de Tartu (estonien : Tartu Ülikooli kunstimuuseum) a été fondé en 1803 et est abrité dans le bâtiment principal de l'Université de Tartu. Son premier directeur était Johann Karl Simon Morgenstern.
Les collections du musée sont le fruit de plus de 200 ans de collecte, d'achats et de donations et regroupent plus de 30 000 objets exposés dans les mêmes salles depuis 1868 de style pompéien.
Une première partie des collections permanentes se compose de copies à l'échelle de sculptures comprenant notamment les chefs-d'œuvre des époques archaïque,classique et hellénistique présentés dans les musées de France, Angleterre, Allemagne et Italie ainsi que de copies de pierres précieuses et de pièces de monnaie. Cette collection d'ampleur, unique en Estonie, avait été réalisée avait d'encourager les étudiants de l'université à s'intéresser à l'art. Elle fait du Musée d'art de l'Université de Tartu la seule institution à proposer un tel tour d'horizon de l'histoire de l'art en Estonie.
Une seconde partie des collections permanentes est composée de la donation de la famille von Liphart datant des années 1920. Elle consiste en une collection graphique d'estampes et de gravures.
Enfin, le musée comporte quelques antiquités originales telles que plusieurs momie égyptienne, des pièces de monnaie, des lampes à huile et des tablettes cunéiformes sont également présentées au public. Ces dernières sont, pour la plupart, issues des collections d'un des premiers orientalistes, Otto Friedrich von Richter.
le musée abrite également l'un des deux masques mortuaires du philosophe Emmanuel Kant.